# 清里村 (熊本県)
清里村（きよさとむら）は、熊本県の北部、玉名郡にかつてあった村。

## 歴史
- 1889年4月1日 - 玉名郡梅田村、高浜村、牛水村、水野村が合併し清里村が成立。
- 1955年7月20日 - 清里村水野・牛水および高浜の一部が荒尾市に、清里村梅田および高浜の残部が長洲町にそれぞれ編入。

## 学校
- 清里村立清里小学校（現在の長洲町立清里小学校）